# Castelfranco di Sopra
Castelfranco di Sopra è il centro istituzionale e storico del comune italiano di Castelfranco Piandiscò.
Già comune autonomo fino al 1º gennaio 2014, è stato certificato per la sua particolare struttura urbanistica e architettonica come un de "I borghi più belli d'Italia".
Si trova ai piedi del Pratomagno, lungo la strada provinciale Setteponti, a 45 km dal capoluogo.
All'ingresso del paese si trova la splendida torre del 1300, che insieme alle mura e all'architettura della città, fu progettata da Arnolfo di Cambio.
Nel 1996 Castelfranco ha festeggiato il settimo centenario della sua fondazione.
È sede del Teatro intitolato a Wanda Capodaglio, famosa attrice di prosa che trascorse a Castelfranco gli ultimi anni della propria vita. Dal 1º gennaio 2014 si è unito con il comune di Pian di Scò.

## Storia
Situato lungo l'antico tracciato che collegava Arezzo a Fiesole, il territorio su cui oggi sorge Castelfranco di Sopra fu occupato in epoca preromana da un insediamento etrusco. Passato sotto il controllo di Roma intorno al III secolo, il territorio subì una intensa urbanizzazione, alimentata dalla costruzione della via consolare Cassia antica.
Alla caduta dell'Impero romano d'Occidente l'area finì sotto la dominazione longobarda, come attestato dai resti di strutture longobarde recentemente rinvenute nei pressi dell'antica Badia di Soffena, databili intorno all'825. Le prime testimonianze scritte riguardo a quest'ultima risalgono ai primi decenni dell'XI secolo, ed inquadrano la Badia di Soffena nel circuito culturale-religioso dei Monaci Vallombrosani. Attorno ad esso il piccolo insediamento di Soffena e del castello omonimo si svilupperà tra XI e XIII secolo configurandosi come primo nucleo della futura cittadina. Pressappoco nello stesso XI secolo si attesta la presenza nell'area circostante la Badia del piccolo borgo di Casuberti. 
Fondato nel 1299 dalla Repubblica Fiorentina, Castelfranco di Sopra fu concepito come avamposto militare in funzione antiaretina, e come snodo commerciale per le tratte terrestri che collegavano il territorio della Repubblica all'aretino. Per popolare la "Terra Nova", il borgo fu "francato", cioè temporaneamente esentato dal pagamento dei tributi, attraendo così a sé numerosi popolani provenienti dalle comunità vicine.
Nel giro di una cinquantina d'anni vennero costruiti la cinta muraria, la piazza ed i quartieri prospicienti ad essa. All'interno della nuova città era già presente la chiesa di San Tommaso, ma nella piazza centrale fu costruita una chiesa dedicata a San Pietro, soppressa nel 1786, i cui resti sono visibili in un edificio del lato nord di essa. All'interno di essa era la Madonna in trono col Bambino e i Santi Pietro, Giovanni Evangelista, Giovanni Battista e Paolo di Perugino oggi al Kunsthistoriches Museum di Vienna, datata 1493.

Territorio dell'ex comune di Castelfranco di Sopra all'interno della provincia di Arezzo.

Nel XVII secolo il borgo conobbe un profondo rinnovamento della sua vita economica e sociale, che permise un aumento demografico sostenuto, prova del quale sono la costruzione di palazzi signorili quali Palazzo Renzi, e di strutture di vita comunitaria e religiosa quali l'Oratorio di San Filippo ed il Convento delle Agostiniane.
Passata nel XIX sec. sotto l'amministrazione della Provincia di Arezzo, Castelfranco di Sopra subì la distruzione delle mura e dell'antica Loggia di Arnolfo di Cambio, l'architetto fiorentino che ne aveva curato la costruzione.

## Monumenti e luoghi d'interesse
- Palazzo Comunale
- Chiesa di San Filippo Neri
- Torre d'Arnolfo o Porta Campana
- Porta Fiorentina
- Chiesa di San Tommaso
- Oratorio della Compagnia del Sacramento
- Monastero di San Salvatore a Soffena
- Teatro comunale Wanda Capodaglio

## Società

### Evoluzione demografica
Abitanti censiti

### Etnie e minoranze straniere
Secondo i dati ISTAT al 31 dicembre 2009 la popolazione straniera residente era di 148 persone. Le nazionalità maggiormente rappresentate in base alla loro percentuale sul totale della popolazione residente erano:
1. Albania, 39 1,27%
2. Romania, 33 1,07%

## Amministrazione
- Classificazione sismica: zona 2s (sismicità medio-alta), Ordinanza PCM 3274 del 20/03/2003
- Classificazione climatica: zona D, 2064 GR/G
- Diffusività atmosferica: alta, Ibimet CNR 2002

Di seguito è presentata una tabella relativa alle amministrazioni che si sono succedute in questo comune.
| Periodo        | Periodo         | Primo cittadino  | Partito                   | Carica  | Note  |
| -------------- | --------------- | ---------------- | ------------------------- | ------- | ----- |
| 1º luglio 1985 | 27 maggio 1990  | Marco Morbidelli | Democrazia Cristiana      | Sindaco | [ 8 ] |
| 27 maggio 1990 | 3 maggio 1994   | Marco Morbidelli | Democrazia Cristiana      | Sindaco | [ 8 ] |
| 3 maggio 1994  | 24 aprile 1995  | Rita Papi        | Partito Popolare Italiano | Sindaco | [ 8 ] |
| 24 aprile 1995 | 14 giugno 1999  | Andrea Perini    | sinistra                  | Sindaco | [ 8 ] |
| 14 giugno 1999 | 14 giugno 2004  | Andrea Perini    | centro-sinistra           | Sindaco | [ 8 ] |
| 14 giugno 2004 | 8 giugno 2009   | Rita Papi        | centro-sinistra           | Sindaco | [ 8 ] |
| 8 giugno 2009  | 1º gennaio 2014 | Rita Papi        | centro-sinistra           | Sindaco | [ 8 ] |

### Gemellaggi
Castelfranco di Sopra è gemellato con:
- Saint-Saturnin-lès-Apt, Francia, dal 1993
- Caldes d'Estrac, Spagna, dal 2003

## Sport
Castelfranco è rappresentato calcisticamente dalla squadra U.S.D. Fulgor Castelfranco Di Sopra, fondata nel 1968. Nel 2012 si qualifica agli spareggi della terza divisione, conquistando per la seconda volta nella sua storia la promozione in seconda categoria.

## Galleria d'immagini

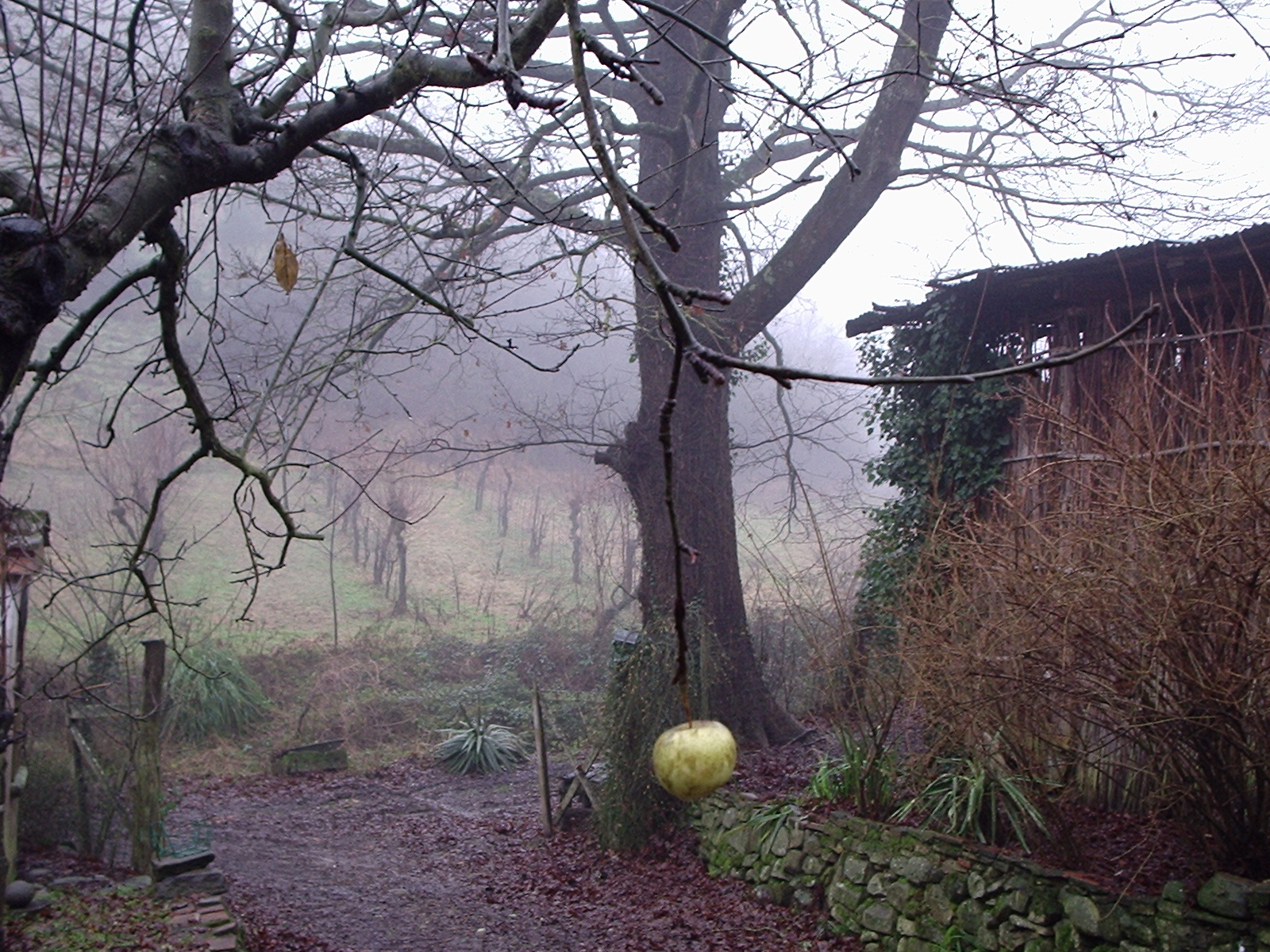
La quercia di via Fossate in veste invernale
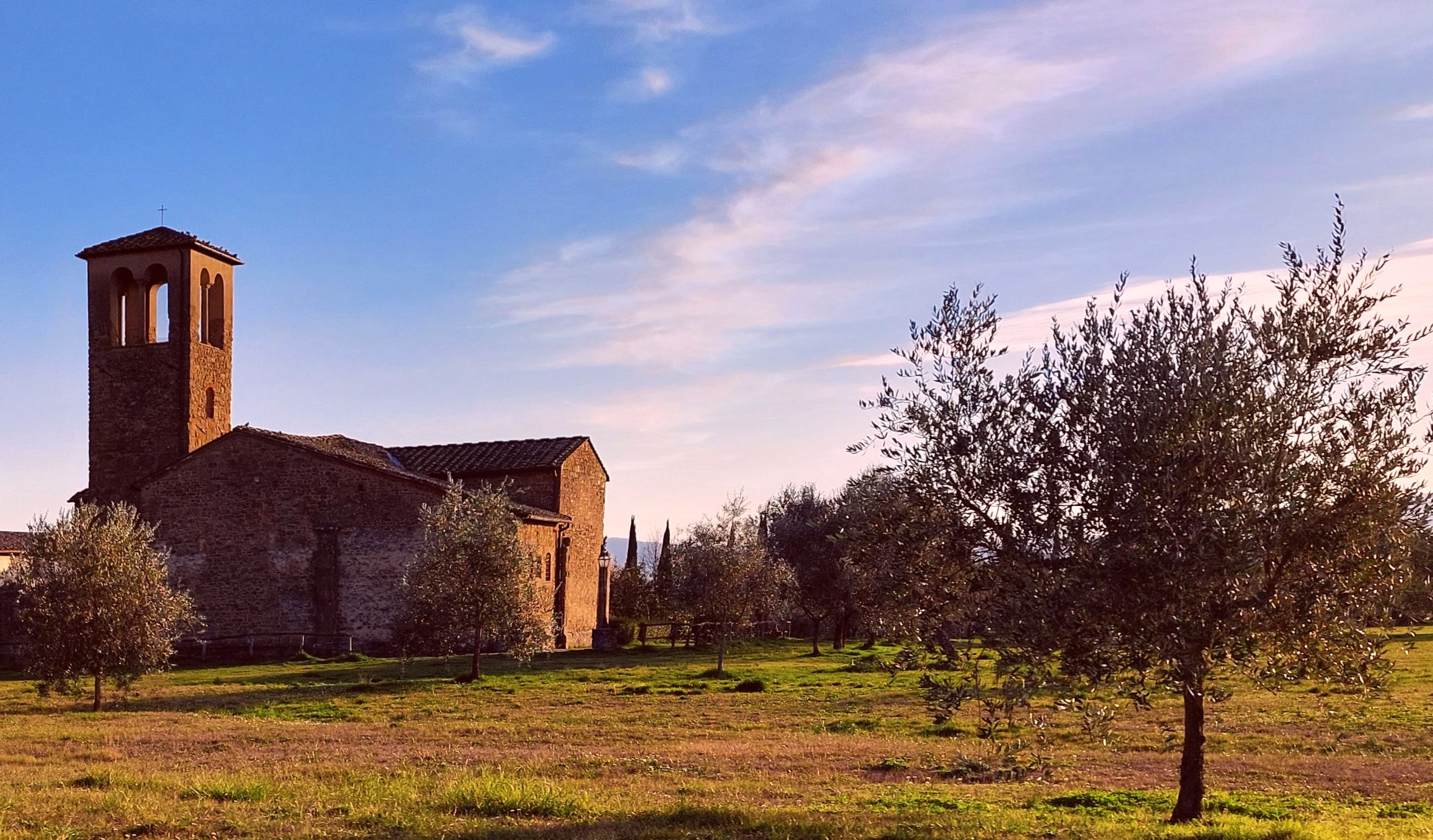
Badia di San Salvatore a Soffena